# Adelering
Der Adelering wird in der Zahlentheorie, einem Teilgebiet der Mathematik, definiert. Er steht im Zusammenhang mit der Klassenkörpertheorie. Der Adelering ist das restringierte Produkt aller Vervollständigungen eines globalen Körpers. Damit enthält er alle diese Vervollständigungen.
Der Adelering ist ein selbstdualer, topologischer Ring, welcher auf Grundlage eines globalen Körpers konstruiert wird. Er ermöglicht eine besonders elegante Darstellung des Artinschen Reziprozitätsgesetzes. 
Die Idelklassengruppe, welche der Quotient aus den Einheiten des Adelerings und den Einheiten des Körpers ist, stellt ein zentrales Objekt in der Klassenkörpertheorie dar.
Notation: Im Folgenden ist {\displaystyle K} ein globaler Körper. Das bedeutet, dass {\displaystyle K} entweder ein algebraischer Zahlkörper oder ein algebraischer Funktionenkörper positiver Charakteristik vom Transzendenzgrad 1 ist. Im ersten Fall bedeutet das, dass {\displaystyle K/\mathbb {Q} } eine endliche Körpererweiterung ist, im zweiten Fall, dass {\displaystyle K/\mathbb {F} _{p^{r}}(t)} eine endliche Körpererweiterung ist. 
Im Folgenden bezeichnet {\displaystyle v} eine Stelle von {\displaystyle K.} Die triviale Bewertung und der dazu korrespondierende triviale Betrag werden im kompletten Artikel ausgeschlossen. Es wird unterschieden zwischen endlichen (nicht-archimedischen) Stellen, welche als {\displaystyle v<\infty } oder {\displaystyle v\nmid \infty } notiert werden, und unendlichen (archimedischen) Stellen, welche als {\displaystyle v\mid \infty } notiert werden. 
Im Folgenden bezeichne {\displaystyle P_{\infty }} die endliche Menge der unendlichen Stellen von {\displaystyle K.} Wir schreiben {\displaystyle P} für eine endliche Teilmenge der Stellenmenge von {\displaystyle K,} welche {\displaystyle P_{\infty }} enthält. Sei {\displaystyle K_{v}} die Vervollständigung von {\displaystyle K} nach einer Stelle {\displaystyle v.} Bei einer diskreten Bewertung {\displaystyle v} bezeichne mit {\displaystyle {\mathcal {O}}_{v}} den zugehörigen diskreten Bewertungsring von {\displaystyle K_{v}} und mit {\displaystyle {\mathfrak {m}}_{v}} das maximale Ideal von {\displaystyle {\mathcal {O}}_{v}.} Ist dieses ein Hauptideal, so schreibe {\displaystyle \pi _{v}} für ein uniformisierendes Element. Der Leser sei weiterhin auf die eineindeutige Identifikation von Beträgen und Bewertungen eines Körpers hingewiesen bei Fixierung einer geeigneten Konstante {\displaystyle C>1:}
Die Bewertung {\displaystyle v} wird dem Betrag {\displaystyle |\cdot |_{v}} zugeordnet, welcher wie folgt definiert wird:
{\displaystyle |x|_{v}:={\begin{cases}C^{-v(x)}&,{\text{ falls }}x\neq 0\\0&,{\text{ falls }}x=0\end{cases}}\quad \forall x\in K.}
Umgekehrt wird dem Betrag {\displaystyle |\cdot |} die Bewertung {\displaystyle v_{|\cdot |}} zugeordnet, welche wie folgt definiert ist: {\displaystyle v_{|\cdot |}(x):=-\log _{C}(|x|)} für alle {\displaystyle x\in K^{\times }.} Diese Identifikation wird im Artikel laufend verwendet.
Im Artikel wird das restringierte Produkt mit
{\displaystyle {\widehat {\prod }}^{{\mathcal {O}}_{v}}K_{v}}
notiert. Eine andere geläufige Notation dafür ist
{\displaystyle \prod \limits (K_{v},{\mathcal {O}}_{v}).}

## Begriffserklärung
In der lokalen Klassenkörpertheorie spielt die multiplikative Gruppe des lokalen Körpers eine wichtige Rolle. In der globalen Klassenkörpertheorie wird diese Rolle von der Idelklassengruppe übernommen. Der Begriff des Idels ist eine Abänderung des Idealbegriffs, wobei beide Begriffe in Beziehung zueinander stehen, siehe dazu den Satz über den Zusammenhang zwischen der Ideal- und der Idelklassengruppe. Der Idelbegriff wurde von dem französischen Mathematiker Claude Chevalley (1909–1984) unter dem Namen „ideal element“ (abgekürzt: id.el.) eingeführt. Der Begriff des Adels geht zurück auf die ursprüngliche Bezeichnung „additives Idel“. Bei der Aussprache von Adel liegt die Betonung auf der 2. Silbe.
Die Idee hinter dem Adelering ist es, dass man alle Vervollständigungen des globalen Körpers {\displaystyle K} auf einmal betrachtet. Auf den ersten Blick scheint die Definition über das kartesische Produkt sinnvoll, jedoch wird der Adelering mit dem restringierten Produkt definiert, wie im nächsten Abschnitt erläutert wird. Dies hat mehrere Gründe:
- Wenn man den globalen Körper {\displaystyle {K}} in das Produkt über die {\displaystyle {K_{v}}} einbettet, dann gilt für jedes {\displaystyle {k}\in {K}}: für fast alle {\displaystyle {v}} ist {\displaystyle v(k)=0,} also {\displaystyle {|k|_{v}}=1} (vgl. globaler Körper). Die Terminologie „fast alle“ meint im gesamten Artikel immer „alle bis auf endlich viele“. Also ist {\displaystyle {K}} sogar in das restringierte Produkt einbettbar.
- Der Adelering wird dadurch zu einem lokalkompakten, topologischen Ring. Das unrestringierte Produkt hingegen ist nicht lokalkompakt. Daher ist auf dem unrestringierten Produkt keine Harmonische Analyse möglich.

## Definition des Adelerings eines globalen KörpersK

### Die Menge der endlichen Adele eines globalen KörpersK
Die Menge der endlichen Adele eines globalen Körpers {\displaystyle {K},} geschrieben {\displaystyle \mathbb {A} _{K,fin},} ist definiert als das restringierte Produkt der {\displaystyle {K_{v}}} mit Restriktionsbedingung {\displaystyle {{\mathcal {O}}_{v}},} das heißt
{\displaystyle \mathbb {A} _{K,fin}:={\widehat {\prod \limits _{v\nmid \infty }}}^{{\mathcal {O}}_{v}}K_{v}.}
Das bedeutet, dass die Menge der endlichen Adele alle Elemente der Form {\displaystyle \textstyle (x_{v})_{v}\in \prod _{v\nmid \infty }K_{v}} enthält, so dass {\displaystyle x_{v}\in {\mathcal {O}}_{v}} für fast alle {\displaystyle v.} Die Addition und Multiplikation werden komponentenweise erklärt. Dadurch wird {\displaystyle \mathbb {A} _{K,fin}} zu einem Ring. Wir installieren auf der Menge der endlichen Adele die restringierte Produkttopologie. Das ist diejenige Topologie, die von den sogenannten restringierten offenen Rechtecken erzeugt wird, welche folgende Form haben:
{\displaystyle U=\prod _{v\in E}U_{v}\times \prod _{v\notin E}{\mathcal {O}}_{v},}
wobei {\displaystyle E} eine endliche Teilmenge der Stellenmenge von {\displaystyle K} ist, welche {\displaystyle P_{\infty }} enthält und {\displaystyle U_{v}\subset K_{v}} offen sind.
Bemerkung: In der deutschen Literatur wird auch der Name eingeschränktes direktes Produkt für das restringierte Produkt verwendet. Im Folgenden wird der Begriff restringiertes Produkt verwendet. Weiterhin wird im Folgenden endlicher Adelering von {\displaystyle K} als Synonym für {\displaystyle \mathbb {A} _{K,fin}} verwendet.

### Der Adelering eines globalen KörpersK
Der Adelering des globalen Körpers {\displaystyle {K},} geschrieben {\displaystyle \mathbb {A} _{K},} ist definiert als das Produkt der Menge der endlichen Adele mit dem Produkt der endlich vielen Vervollständigungen nach den unendlichen Stellen. Diese sind {\displaystyle \mathbb {R} } oder {\displaystyle \mathbb {C} } und treten nur im algebraischen Zahlkörperfall auf. Damit erhalten wir also:
{\displaystyle \mathbb {A} _{K}:=\mathbb {A} _{K,fin}\times \prod \limits _{v\mid \infty }K_{v}={\widehat {\prod \limits _{v\nmid \infty }}}^{{\mathcal {O}}_{v}}K_{v}\times \prod \limits _{v\mid \infty }K_{v}.}
In Fall eines Funktionenkörpers ist die Menge der endlichen Adele gleich dem Adelering von {\displaystyle {K}.} Auf dem Adelering von {\displaystyle {K}} wird eine Addition und Multiplikation jeweils komponentenweise erklärt. Dadurch wird {\displaystyle \mathbb {A} _{K}} zu einem Ring. Die Elemente von {\displaystyle \mathbb {A} _{K}} werden die Adele von {\displaystyle K} genannt. Wir schreiben im Folgenden den Adelering als
{\displaystyle \mathbb {A} _{K}={\widehat {\prod _{v}}}K_{v},}
obwohl dies kein restringiertes Produkt im eigentlichen Sinne ist. Im Folgenden wird nicht extra darauf hingewiesen, dass die unendlichen Stellen unrestringiert dem Produkt hinzugefügt werden.

### Die Menge derS-Adele eines globalen KörpersK
Sei {\displaystyle {K}} ein globaler Körper und sei {\displaystyle {S}} eine Teilmenge der Stellenmenge von {\displaystyle {K}.} Definiere die Menge der {\displaystyle S}-Adele von {\displaystyle {K}} als
{\displaystyle {\begin{aligned}\mathbb {A} _{K,S}:={\widehat {\prod \limits _{v\in S}}}^{{\mathcal {O}}_{v}}K_{v}.\end{aligned}}}
Die unendlichen Stellen, sofern in {\displaystyle {S}} enthalten, werden dabei ohne Restriktionsbedingung hinzugefügt. Definiere weiterhin
{\displaystyle \mathbb {A} _{K}^{S}:={\widehat {\prod \limits _{v\notin S}}}^{{\mathcal {O}}_{v}}K_{v}.}
Es gilt dann {\displaystyle \mathbb {A} _{K}=\mathbb {A} _{K,S}\times \mathbb {A} _{K}^{S}.}

### Der rationale Adelering𝔸ℚ
Wir betrachten den Spezialfall {\displaystyle K=\mathbb {Q} .} Zuerst überlegen wir uns, wie die Stellenmenge von {\displaystyle \mathbb {Q} } aussieht: Der Satz von Ostrowski besagt, dass die Stellenmenge von {\displaystyle \mathbb {Q} } mit {\displaystyle \{p\in \mathbb {N} :p{\text{ prim }}\}\cup \{\infty \}} identifiziert werden kann, wobei die Primzahl {\displaystyle p} dabei die Äquivalenzklasse des {\displaystyle p}-adischen Betrag repräsentiert und {\displaystyle \infty } für die folgende Äquivalenzklasse von {\displaystyle |\cdot |_{\infty }} steht, wobei {\displaystyle |\cdot |_{\infty }} wie folgt definiert wird:
{\displaystyle |x|_{\infty }:={\begin{cases}x&,{\text{ falls }}x\geq 0\\-x&,{\text{ sonst }}\end{cases}}\quad \forall x\in \mathbb {Q} .}
Als Nächstes stellen wir fest, dass die Vervollständigung nach den Stellen von {\displaystyle \mathbb {Q} } gerade die Körper der p-adischen Zahlen {\displaystyle \mathbb {Q} _{p}} für eine Stelle {\displaystyle p} bzw. der Körper {\displaystyle \mathbb {R} } für die Stelle {\displaystyle \infty } sind. Der zugehörige Ganzzahlring zum Körper {\displaystyle \mathbb {Q} _{p}} ist {\displaystyle \mathbb {Z} _{p}.} Damit folgt, dass der endliche Adelering der rationalen Zahlen gleich
{\displaystyle \mathbb {A} _{\mathbb {Q} ,fin}={\widehat {\prod \limits _{p<\infty }}}^{\mathbb {Z} _{p}}\mathbb {Q} _{p}}
ist. Der ganze Adelering ist damit gleich
{\displaystyle \mathbb {A} _{\mathbb {Q} }=({\widehat {\prod \limits _{p<\infty }}}^{\mathbb {Z} _{p}}\mathbb {Q} _{p})\times \mathbb {R} ,}
wofür wir auch verkürzt schreiben:
{\displaystyle \mathbb {A} _{\mathbb {Q} }={\widehat {\prod \limits _{p\leq \infty }}}\mathbb {Q} _{p},}
mit der Konvention {\displaystyle \mathbb {Q} _{\infty }:=\mathbb {R} .}

### Unterschied zwischen restringierter und unrestringierter Produkttopologie
Die Folge von Adelen in {\displaystyle \mathbb {A} _{\mathbb {Q} }}
{\displaystyle {\begin{aligned}x_{1}&=\left({\frac {1}{2}},1,1,\dotsc \right)\\x_{2}&=\left(1,{\frac {1}{3}},1,\dotsc \right)\\x_{3}&=\left(1,1,{\frac {1}{5}},1,\dotsc \right)\\x_{4}&=\left(1,1,1,{\frac {1}{7}},1,\dotsc \right)\\&\vdots \end{aligned}}}
konvergiert in der Produkttopologie gegen das Einsadel {\displaystyle x=(1,1,\dotsc ),} jedoch nicht in der restringierten Produkttopologie.
Beweis: Die Konvergenz in der Produkttopologie entspricht der koordinatenweisen Konvergenz. Diese ist trivial, da die Koordinatenfolgen stationär werden. Die Folge konvergiert nicht in der restringierten Produkttopologie, da für jedes Adel {\displaystyle a=(a_{p})_{p}\in \mathbb {A} _{\mathbb {Q} }} und für jedes restringierte offene Rechteck {\displaystyle \textstyle U=\prod _{p\in E}U_{p}\times \prod _{p\notin E}\mathbb {Z} _{p}} gilt: {\displaystyle \textstyle {\frac {1}{p}}-a_{p}\notin \mathbb {Z} _{p}} für {\displaystyle a_{p}\in \mathbb {Z} _{p}} und daher {\displaystyle \textstyle {\frac {1}{p}}-a_{p}\notin \mathbb {Z} _{p}} für alle {\displaystyle p\notin F.} Es folgt, dass {\displaystyle (x_{n}-a)\notin U} für fast alle {\displaystyle n\in \mathbb {N} .} Hierbei stehen {\displaystyle E} und {\displaystyle F} für endliche Teilmengen der Stellenmenge. Dabei ist {\displaystyle F} eine endliche Ausnahmemenge des Adels {\displaystyle a.}
Der Adelering trägt nicht die Teilraumtopologie der Produkttopologie, da ansonsten der Adelering keine lokalkompakte Gruppe ist, vgl. hierzu den Satz, dass der Adelering ein topologischer Ring ist.

### Diagonale Einbettung des globalen Körpers in seinen Adelering
Sei {\displaystyle {K}} ein globaler Körper. Es gibt eine natürliche diagonale Einbettung von {\displaystyle {K}} in seinen Adelering {\displaystyle \mathbb {A} _{K}:}
{\displaystyle {\begin{aligned}&K\hookrightarrow \mathbb {A} _{K},\\&a\mapsto (a,a,a,\dotsc ).\end{aligned}}}
Die Einbettung ist wohldefiniert, da für jedes {\displaystyle \alpha \in K} gilt, dass {\displaystyle \alpha \in {\mathcal {O}}_{v}^{\times }} für fast alle {\displaystyle {v}.} Sie ist injektiv, denn die Einbettung von {\displaystyle {K}} in {\displaystyle {K_{v}}} ist bereits injektiv für jedes {\displaystyle {v}.} Es folgt, dass {\displaystyle {K}} als Untergruppe von {\displaystyle \mathbb {A} _{K}} aufgefasst werden kann. Man kann {\displaystyle {K}} sogar als Unterring seines Adelerings auffassen. Die Elemente aus {\displaystyle K\subset \mathbb {A} _{K}} werden die Hauptadele von {\displaystyle \mathbb {A} _{K}} genannt.

### Die Idelegruppe
Sei {\displaystyle K} ein globaler Körper. Die Einheitengruppe des Adelerings
{\displaystyle I_{K}:=\mathbb {A} _{K}^{\times },}
mit der mittels der Inklusion {\displaystyle x\mapsto (x,x^{-1})} durch die Produkttopologie auf {\displaystyle \mathbb {A} _{K}^{\times }\times \mathbb {A} _{K}^{\times }} erzeugten Teilraumtopologie, ist die sogenannte Idelegruppe von {\displaystyle K}.

## Alternative Definition des Adelerings eines Zahlkörpers

### Die pro-endliche Komplettierung der ganzen Zahlen
Definiere
{\displaystyle {\widehat {\mathbb {Z} }}:=\lim \limits _{\overleftarrow {n}}\mathbb {Z} /n\mathbb {Z} ,}
d. h. {\displaystyle {\widehat {\mathbb {Z} }}} ist die pro-endliche Komplettierung der Ringe {\displaystyle \mathbb {Z} /n\mathbb {Z} } mit der partiellen Ordnung {\displaystyle n\geq m:\Leftrightarrow m\mid n.} Die pro-endliche Komplettierung der ganzen Zahlen ist also der projektive Limes über die Ringe {\displaystyle \mathbb {Z} /n\mathbb {Z} .}
Mit Hilfe des chinesischen Restsatzes kann gezeigt werden, dass die pro-endliche Komplettierung der ganzen Zahlen isomorph zum Produkt der ganzen {\displaystyle p}-adischen Zahlen ist. Es gilt also
{\displaystyle {\widehat {\mathbb {Z} }}\cong \prod \limits _{p{\text{ prim }}}\mathbb {Z} _{p}.}

### Alternative Definition des Adelerings eines Zahlkörpers
Definiere nun den Ring (der ganzzahligen Adele)
{\displaystyle \mathbb {A} _{\mathbb {Z} }:={\widehat {\mathbb {Z} }}\times \mathbb {R} .}
Damit kann der Adelering über {\displaystyle \mathbb {Q} } folgendermaßen dargestellt werden:
{\displaystyle \mathbb {A} _{\mathbb {Q} }\cong \mathbb {A} _{\mathbb {Z} }\otimes _{\mathbb {Z} }\mathbb {Q} .}
Dies ist ein algebraischer Isomorphismus. Für einen beliebigen algebraischen Zahlkörper {\displaystyle K} gilt nun:
{\displaystyle \mathbb {A} _{K}\cong \mathbb {A} _{\mathbb {Q} }\otimes _{\mathbb {Q} }K,}
wobei wir die rechte Seite mit folgender Topologie versehen. Es gilt, dass {\displaystyle \mathbb {A} _{\mathbb {Q} }\otimes _{\mathbb {Q} }K\cong \mathbb {A} _{\mathbb {Q} }\oplus \dots \oplus \mathbb {A} _{\mathbb {Q} },} wobei die rechte Seite insgesamt {\displaystyle n:=[K:\mathbb {Q} ]} Summanden hat. Wir installieren auf der rechten Seite die Produkttopologie von {\displaystyle (\mathbb {A} _{\mathbb {Q} })^{n}} und transportieren diese mit Hilfe des Isomorphismus auf {\displaystyle \mathbb {A} _{\mathbb {Q} }\otimes _{\mathbb {Q} }K.}
Beweis: Wir beweisen zunächst die Gleichung für {\displaystyle \mathbb {A} _{\mathbb {Q} }.} Es ist also zu zeigen, dass {\displaystyle \mathbb {A} _{\mathbb {Q} }\cong \mathbb {A} _{\mathbb {Z} }\otimes _{\mathbb {Z} }\mathbb {Q} .} Es gilt {\displaystyle \mathbb {A} _{\mathbb {Z} }\otimes _{\mathbb {Z} }\mathbb {Q} =({\widehat {\mathbb {Z} }}\times \mathbb {R} )\otimes _{\mathbb {Z} }\mathbb {Q} \cong ({\widehat {\mathbb {Z} }}\otimes _{\mathbb {Z} }\mathbb {Q} )\times (\mathbb {R} \otimes _{\mathbb {Z} }\mathbb {Q} )\cong ({\widehat {\mathbb {Z} }}\otimes _{\mathbb {Z} }\mathbb {Q} )\times \mathbb {R} ,} wobei man das „Ausmultiplizieren“ beim Tensorprodukt durch eine Betrachtung mit Basen einsieht. Die zweite Isomorphie folgt dadurch, dass {\displaystyle \mathbb {Z} }-lineare Abbildungen bereits {\displaystyle \mathbb {Q} }-linear sind. Offensichtlich reicht es zu zeigen, dass {\displaystyle \mathbb {A} _{\mathbb {Q} ,fin}={\widehat {\mathbb {Z} }}\otimes _{\mathbb {Z} }\mathbb {Q} } ist. Wir rechnen hierzu die universelle Eigenschaft des Tensorproduktes nach. Definiere eine {\displaystyle \mathbb {Z} }-bilineare Abbildung {\displaystyle \Psi :{\widehat {\mathbb {Z} }}\times \mathbb {Q} \rightarrow \mathbb {A} _{\mathbb {Q} ,fin}} via {\displaystyle ((a_{p})_{p},q)\mapsto (a_{p}\cdot q)_{p}.} Diese Abbildung ist offensichtlich wohldefiniert, da nur endlich viele Primzahlen den Nenner von {\displaystyle q\in \mathbb {Q} } teilen. Die Abbildung {\displaystyle \Psi } ist {\displaystyle \mathbb {Z} }-bilinear.
Sei nun {\displaystyle Z} ein weiterer {\displaystyle \mathbb {Z} }-Modul mit einer {\displaystyle \mathbb {Z} }-bilinearen Abbildung {\displaystyle \phi :{\widehat {\mathbb {Z} }}\times \mathbb {Q} \rightarrow Z.} Zu zeigen ist, dass es genau eine {\displaystyle \mathbb {Z} }-lineare Abbildung {\displaystyle \theta :\mathbb {A} _{\mathbb {Q} ,fin}\rightarrow Z} gibt, mit der Eigenschaft: {\displaystyle \theta \circ \Psi =\phi .} Die Abbildung {\displaystyle \theta } wird wie folgt definiert: Zu gegebenem {\displaystyle (u_{p})_{p}} existiert ein {\displaystyle u\in \mathbb {N} } und ein {\displaystyle (v_{p})_{p}\in {\widehat {\mathbb {Z} }},} sodass {\displaystyle \textstyle u_{p}={\frac {1}{u}}\cdot v_{p}} für alle {\displaystyle p} gilt. Definiere dann {\displaystyle \textstyle \theta ((u_{p})_{p}):=\phi ((v_{p})_{p},{\frac {1}{u}}).} Man mache sich klar, dass {\displaystyle \theta } wohldefiniert ist, {\displaystyle \mathbb {Z} }-linear und {\displaystyle \theta \circ \Psi =\phi } erfüllt. Weiterhin ist {\displaystyle \theta } durch diese Eigenschaften bereits eindeutig festgelegt. Der allgemeine Fall kann ähnlich gezeigt werden und wird im folgenden Abschnitt noch allgemeiner bewiesen.

## Der Adelering𝔸Lbei einer KörpererweiterungL/K

### Alternative Beschreibung des Adelerings𝔸Lim FallL/K
Sei {\displaystyle K} ein globaler Körper und sei {\displaystyle L/K} eine endliche Körpererweiterung. Ist {\displaystyle K} ein algebraischer Zahlkörper, dann ist die Körpererweiterung separabel. Im Funktionenkörperfall kann sie ebenfalls als separabel angenommen werden, vgl. Weil (1967), S. 48f. Damit ist {\displaystyle L} wieder ein globaler Körper und {\displaystyle \mathbb {A} _{L}} ist definiert. Für eine Stelle {\displaystyle w} von {\displaystyle L} und eine Stelle {\displaystyle v} von {\displaystyle K,} definiere
{\displaystyle w\mid v,}
falls der Betrag {\displaystyle |\cdot |_{w}} eingeschränkt auf {\displaystyle K} in der Äquivalenzklasse von {\displaystyle v} liegt. Man sagt, die Stelle {\displaystyle w} liegt über der Stelle {\displaystyle v.} Definiere nun
{\displaystyle {\begin{aligned}L_{v}&:=\prod _{w\mid v}L_{w},\\{\widetilde {{\mathcal {O}}_{v}}}&:=\prod _{w\mid v}{\mathcal {O}}_{w}.\end{aligned}}}
Beachte, dass mit {\displaystyle v} die Stellen von {\displaystyle K} und mit {\displaystyle w} die Stellen von {\displaystyle L} bezeichnet werden. Beachte weiterhin, dass beide Produkte endlich sind.
Bemerkung: Man kann {\displaystyle K_{v}} in {\displaystyle L_{w}} einbetten, falls {\displaystyle w} über {\displaystyle v} liegt. Dadurch kann man {\displaystyle K_{v}} diagonal in {\displaystyle L_{v}} einbetten und {\displaystyle L_{v}} wird dadurch eine kommutative {\displaystyle K_{v}}-Algebra vom Grad {\displaystyle \textstyle \sum _{w\mid v}[L_{w}:K_{v}]=[L:K].}
Es gilt nun
{\displaystyle \mathbb {A} _{L}={\widehat {\prod \limits _{v}}}^{\widetilde {{\mathcal {O}}_{v}}}L_{v}.}
Der Beweis beruht auf elementaren Eigenschaften restringierter Produkte.
Der Adelering von {\displaystyle K} kann dabei wie folgt kanonisch in den Adelering von {\displaystyle L} eingebettet werden: Dem Adel {\displaystyle a=(a_{v})_{v}\in \mathbb {A} _{K}} wird das Adel {\displaystyle a'=(a'_{w})_{w}\in \mathbb {A} _{L}} mit {\displaystyle a'_{w}=a_{v}\in K_{v}\subset L_{w}} für {\displaystyle w\mid v} zugeordnet. Deshalb kann {\displaystyle \mathbb {A} _{K}} als Untergruppe von {\displaystyle \mathbb {A} _{L}} aufgefasst werden. Ein Element {\displaystyle a=(a_{w})_{w}\in \mathbb {A} _{L}} liegt also genau dann in der Untergruppe {\displaystyle \mathbb {A} _{K},} wenn seine Komponenten {\displaystyle a_{w}\in K_{v}} für {\displaystyle w\mid v} erfüllen und weiterhin {\displaystyle a_{w}=a_{w'}} für {\displaystyle w\mid v} und {\displaystyle w'\mid v} für die gleiche Stelle {\displaystyle v} von {\displaystyle K} gilt.

### Der Adelering𝔸Lals Tensorprodukt
Sei {\displaystyle K} ein globaler Körper und sei {\displaystyle L/K} eine endliche Körpererweiterung. Dann gilt:
{\displaystyle \mathbb {A} _{L}\cong \mathbb {A} _{K}\otimes _{K}L.}
Dies ist ein algebraischer und topologischer Isomorphismus, wobei wir die Topologie des Tensorproduktes analog wie in dem Lemma über die alternative Definition des Adelerings eines Zahlkörpers konstruieren. Um dies zu tun, ist es wichtig, dass {\displaystyle [L:K]<\infty .} Mit der Hilfe dieses Isomorphismus, ist die Inklusion {\displaystyle \mathbb {A} _{K}\subset \mathbb {A} _{L}} durch die Funktion
{\displaystyle {\begin{aligned}\mathbb {A} _{K}&\hookrightarrow \mathbb {A} _{L},\\\alpha &\mapsto \alpha \otimes _{K}1.\end{aligned}}}
Darüber hinaus können die Hauptadele von {\displaystyle K} mit einer Untergruppe der Hauptadele von {\displaystyle L} identifiziert werden via der Abbildung
{\displaystyle {\begin{aligned}K&\hookrightarrow (K\otimes _{K}L)\cong L,\\\alpha &\mapsto 1\otimes _{K}\alpha .\end{aligned}}}
Beweis: Sei {\displaystyle \omega _{1},\dotsc ,\omega _{n}} eine {\displaystyle K}-Basis von {\displaystyle L.} Es gilt nun, dass
{\displaystyle {\widetilde {{\mathcal {O}}_{v}}}\cong {\mathcal {O}}_{v}\omega _{1}\oplus \dotsc \oplus {\mathcal {O}}_{v}\omega _{n}}
für fast alle {\displaystyle v,} vgl. Cassels (1967), S. 61.
Wir haben einen kanonischen Isomorphismus:
{\displaystyle {\begin{aligned}K_{v}\omega _{1}\oplus \dotsc \oplus K_{v}\omega _{n}\cong K_{v}\otimes _{K}L&{\xrightarrow {\cong }}L_{v}=\prod _{w\mid v}L_{w},\\\alpha _{v}\otimes a&\mapsto (\alpha _{v}\cdot (\tau _{w}(a)))_{w}\end{aligned}}}
wobei {\displaystyle \tau _{w}} die kanonische Einbettung {\displaystyle \tau _{w}:L\rightarrow L_{w}} ist und wie üblich {\displaystyle w\mid v} gilt. Indem wir auf beiden Seiten das restringierte Produkt mit Restriktionsbedingung {\displaystyle {\widetilde {{\mathcal {O}}_{v}}}} bilden, folgt die Behauptung:
{\displaystyle {\begin{aligned}\mathbb {A} _{K}\otimes _{K}L&=({\widehat {\prod \limits _{v}}}^{{\mathcal {O}}_{v}}K_{v})\otimes _{K}L\\&\cong {\widehat {\prod \limits _{v}}}^{({\mathcal {O}}_{v}\omega _{1}\oplus \dotsc \oplus {\mathcal {O}}_{v}\omega _{n})}(K_{v}\omega _{1}\oplus \dotsc \oplus K_{v}\omega _{n})\\&\cong {\widehat {\prod \limits _{v}}}^{\widetilde {{\mathcal {O}}_{v}}}(K_{v}\otimes _{K}L)\\&\cong {\widehat {\prod \limits _{v}}}^{\widetilde {{\mathcal {O}}_{v}}}L_{v}\\&=\mathbb {A} _{L}.\end{aligned}}}
Dieser Beweis findet sich in Cassels (1967), S. 65.
Korollar: Der Adelering von {\displaystyle L} als additive Gruppe
Als additive Gruppe betrachtet gilt:
{\displaystyle \mathbb {A} _{L}\cong \mathbb {A} _{K}\oplus \dotsc \oplus \mathbb {A} _{K},}
wobei die linke Seite insgesamt {\displaystyle n:=[L:K]} Summanden hat.
Die Hauptadele von {\displaystyle \mathbb {A} _{L}} gehen dabei auf {\displaystyle K\oplus \dotsc \oplus K,} wobei hier {\displaystyle K} als Teilmenge von {\displaystyle \mathbb {A} _{K}} aufgefasst wird. Die Summe hat dabei {\displaystyle n} Summanden.

## Definition des Adelerings einesK-VektorraumsEund einerK-AlgebraA

### Alternative Beschreibung des Adelerings eines globalen Körpers
Sei {\displaystyle K} ein globaler Körper. Sei {\displaystyle P} eine endliche Stellenmenge von {\displaystyle K,} die {\displaystyle P_{\infty }} umfasst. Hierbei bezeichnet {\displaystyle P_{\infty }} die unendlichen Stellen des globalen Körpers. Definiere
{\displaystyle \mathbb {A} _{K}(P):=\prod _{v\in P}K_{v}\times \prod _{v\notin P}{\mathcal {O}}_{v}.}
Man definiert die Addition und Multiplikation komponentenweise und versieht den entstandenen Ring mit der Produkttopologie. Es entsteht ein lokalkompakter, topologischer Ring. Anders formuliert: {\displaystyle \mathbb {A} _{K}(P)} ist die Menge aller {\displaystyle \textstyle x=(x_{v})_{v}\in \prod _{v}K_{v},} wobei {\displaystyle x_{v}\in {\mathcal {O}}_{v}} für alle {\displaystyle v\notin P,} also {\displaystyle |x_{v}|_{v}\leq 1} für alle {\displaystyle v\notin P,} gelten soll.
Bemerkung: Ist {\displaystyle P'} eine weitere endliche Teilmenge der Stellenmenge von {\displaystyle K} mit der Eigenschaft {\displaystyle P\subset P',} dann ist {\displaystyle \mathbb {A} _{K}(P)} ein offener Unterring von {\displaystyle \mathbb {A} _{K}(P').}
Wir geben nun eine alternative Definition des Adelerings. Mengentheoretisch ist {\displaystyle \mathbb {A} _{K}} die Vereinigung über alle Mengen der Form {\displaystyle \mathbb {A} _{K}(P),} wobei die Vereinigung alle endlichen Teilmengen {\displaystyle P\supset P_{\infty }} von der gesamten Stellenmenge von {\displaystyle K} durchläuft. Es gilt also
{\displaystyle \mathbb {A} _{K}=\bigcup _{P\supset P_{\infty }, \atop P{\text{ endlich }}}\mathbb {A} _{K}(P).}
In anderen Worten ist {\displaystyle \mathbb {A} _{K}} nichts anderes als die Menge aller {\displaystyle x=(x_{v})_{v}} für die gilt: {\displaystyle |x_{v}|_{v}\leq 1} für fast alle {\displaystyle v<\infty .} Die Topologie auf {\displaystyle \mathbb {A} _{K}} wird so definiert, dass alle {\displaystyle \mathbb {A} _{K}(P)} offene Unterringe von {\displaystyle \mathbb {A} _{K}} werden sollen. Dadurch wird {\displaystyle \mathbb {A} _{K}} ein lokalkompakter, topologischer Ring.
Sei nun {\displaystyle v} eine Stelle von {\displaystyle K} und sei {\displaystyle P} eine endliche Teilmenge der Stellenmenge von {\displaystyle K,} welche die unendlichen Stellen und {\displaystyle v} enthält. Es gilt:
{\displaystyle \mathbb {A} _{K}(P)=\prod _{w\in P}K_{w}\times \prod _{w\notin P}{\mathcal {O}}_{w}.}
Definiere nun
{\displaystyle \mathbb {A} _{K}'(P,v):=\prod _{w\in P\setminus \{v\}}K_{w}\times \prod _{w\notin P}{\mathcal {O}}_{w}.}
Dann gilt:
{\displaystyle \mathbb {A} _{K}(P)\cong K_{v}\times \mathbb {A} _{K}'(P,v).}
Definiere weiterhin:
{\displaystyle \mathbb {A} _{K}'(v):=\bigcup _{P\supset (P_{\infty }\cup \{v\})}\mathbb {A} _{K}'(P,v),}
wobei {\displaystyle P} alle endlichen Teilmengen der Stellenmenge durchläuft, welche {\displaystyle P_{\infty }\cup \{v\}} enthält. Dann gilt offensichtlich:
{\displaystyle \mathbb {A} _{K}\cong K_{v}\times \mathbb {A} _{K}'(v),}
via der Abbildung {\displaystyle (a_{w})_{w}\mapsto (a_{v},(a_{w})_{w\neq v}).} Dies kann mit jeder endlichen Stellenmenge {\displaystyle {\widetilde {P}}} anstelle von {\displaystyle \{v\}} ebenso gemacht werden.
Mit Hilfe der obigen Definition von {\displaystyle \mathbb {A} _{K}'(v)} gibt es eine natürliche Einbettung {\displaystyle K_{v}\hookrightarrow \mathbb {A} _{K}} und eine natürliche Projektion {\displaystyle \mathbb {A} _{K}\twoheadrightarrow K_{v}.}

### Der Adelering einesK-VektorraumsE
Die folgenden beiden Definitionen orientieren sich an Weil (1967), S. 60ff. Sei {\displaystyle K} wie bisher ein globaler Körper und sei nun {\displaystyle E} ein {\displaystyle n}-dimensionaler {\displaystyle K}-Vektorraum, {\displaystyle n<\infty .} Wir fixieren eine {\displaystyle K}-Basis {\displaystyle \omega _{1},\dotsc ,\omega _{n}} von {\displaystyle E.} Für jede Stelle {\displaystyle v} von {\displaystyle K} schreiben wir {\displaystyle E_{v}:=E\otimes _{K}K_{v}\cong K_{v}\omega _{1}\oplus \dotsc \oplus K_{v}\omega _{n}} und {\displaystyle {\widetilde {{\mathcal {O}}_{v}}}:={\mathcal {O}}_{v}\omega _{1}\oplus \dotsc \oplus {\mathcal {O}}_{v}\omega _{n}.} Definiere dann den Adelering von {\displaystyle E} als
{\displaystyle \mathbb {A} _{E}:={\widehat {\prod \limits _{v}}}^{\widetilde {{\mathcal {O}}_{v}}}E_{v}.}
Diese Definition ist angelehnt an die alternative Beschreibung des Adelerings als Tensorprodukt. Wir konstruieren wieder die Topologie auf {\displaystyle E_{v}} analog wie in dem Lemma über die alternative Definition des Adelerings eines Zahlkörpers. Um dies zu tun, ist es wichtig, dass {\displaystyle \operatorname {dim} _{K}(E)=n<\infty .} Wir versehen dann den Adelering von {\displaystyle E} mit der restringierten Produkttopologie.
Analog wie in dem Abschnitt über den Adelering bei einer Körpererweiterung erhalten wir {\displaystyle \mathbb {A} _{E}=E\otimes _{K}\mathbb {A} _{K}.} Dann kann {\displaystyle E} durch {\displaystyle e\mapsto e\otimes 1} natürlich in {\displaystyle \mathbb {A} _{E}} eingebettet werden.
Im Folgenden wird eine alternative Definition der Topologie auf dem Adelering {\displaystyle \mathbb {A} _{E}} gegeben. Die Topologie auf {\displaystyle \mathbb {A} _{E}} ist gegeben als die gröbste Topologie, für welche die Linearformen auf {\displaystyle E,} das sind lineare Abbildungen {\displaystyle \lambda :E\rightarrow K,} die ausgedehnt werden zu linearen Abbildungen von {\displaystyle \mathbb {A} _{E}} nach {\displaystyle \mathbb {A} _{K},} stetig sind. Man benutzt jeweils, dass {\displaystyle E} bzw. {\displaystyle K} auf natürliche Art und Weise in {\displaystyle \mathbb {A} _{E}} bzw. {\displaystyle \mathbb {A} _{K}} eingebettet werden können. Mit anderen Worten: Die Wahl einer Basis {\displaystyle \epsilon } von {\displaystyle E} über {\displaystyle K} liefert einen Isomorphismus von {\displaystyle K^{n}} nach {\displaystyle E,} also einen Isomorphismus von {\displaystyle (\mathbb {A} _{K})^{n}} nach {\displaystyle \mathbb {A} _{E}.} Man kann nun {\displaystyle (\mathbb {A} _{K})^{n}} mit der Produkttopologie versehen und diese mit Hilfe des Isomorphismus nach {\displaystyle \mathbb {A} _{E}} transportieren. Die Wahl der Topologie hängt nicht von der Wahl der Basis ab, denn eine weitere Basiswahl definiert einen zweiten Isomorphismus. Die Komposition der Isomorphismen ergibt einen linearen Homöomorphismus, der die eine Topologie in die andere überführt. Man kann dies wie folgt darstellen:
{\displaystyle {\begin{aligned}\mathbb {A} _{E}&=E\otimes _{K}\mathbb {A} _{K}\\&\cong (K\otimes _{K}\mathbb {A} _{K})\oplus \dotsc \oplus (K\otimes _{K}\mathbb {A} _{K})\\&\cong \mathbb {A} _{K}\oplus \dotsc \oplus \mathbb {A} _{K}\\&=(\mathbb {A} _{K})^{n},\end{aligned}}}
wobei die auftretenden Summen {\displaystyle n} Summanden haben. Falls {\displaystyle E=L,} so liefert obige Definition den bereits definierten Adelering.

### Der Adelering einerK-AlgebraA
Sei {\displaystyle K} ein globaler Körper und sei nun {\displaystyle A} eine endlichdimensionale {\displaystyle K}-Algebra. Dann ist {\displaystyle A} insbesondere ein endlichdimensionaler {\displaystyle K}-Vektorraum. Folglich ist {\displaystyle \mathbb {A} _{A}} definiert, vgl. dazu den letzten Abschnitt. Wir dehnen die Multiplikation von {\displaystyle A} auf {\displaystyle \mathbb {A} _{A}} aus. Dies geht wie folgt:
Es gilt, dass {\displaystyle \mathbb {A} _{A}\cong \mathbb {A} _{K}\otimes _{K}A.} Da wir eine Multiplikation auf {\displaystyle \mathbb {A} _{K}} und auf {\displaystyle A} haben, können wir eine Multiplikation auf {\displaystyle \mathbb {A} _{A}} definieren, via
{\displaystyle (a\otimes _{K}b)\cdot (c\otimes _{K}d):=(ac)\otimes _{K}(bd)\quad \forall a,c\in \mathbb {A} _{K}{\text{ und }}\forall b,d\in A.}
Alternativ, kann man eine {\displaystyle K}-Basis {\displaystyle \alpha _{1},\dotsc ,\alpha _{n}} von {\displaystyle A} fixieren. Um die Multiplikation auf {\displaystyle A} vollständig zu beschreiben, genügt es zu wissen, wie die Basiselemente miteinander multipliziert werden. Es existieren {\displaystyle \beta _{i,j,k}\in K,} so dass
{\displaystyle \alpha _{i}\alpha _{j}=\sum _{k=1}^{n}\beta _{i,j,k}\alpha _{k}\quad \forall i,j.}
Mit Hilfe dieser {\displaystyle \beta _{i,j,k},} können wir eine Multiplikation auf {\displaystyle K^{n}\cong A} definieren:
{\displaystyle e_{i}e_{j}:=\sum _{k=1}^{n}\beta _{i,j,k}e_{k}\quad \forall i,j.}
Und ebenso eine Multiplikation auf {\displaystyle (K_{v})^{n}\cong A_{v}} und damit auf {\displaystyle (\mathbb {A} _{K})^{n}\cong \mathbb {A} _{A}.}
Es folgt, dass {\displaystyle \mathbb {A} _{A}} eine {\displaystyle \mathbb {A} _{K}}-Algebra mit {\displaystyle 1} ist. Sei {\displaystyle \alpha } eine endliche Teilmenge von {\displaystyle A,} welche eine {\displaystyle K}-Basis von {\displaystyle A} enthält. Für jede endliche Stelle {\displaystyle v} von {\displaystyle K} nenne {\displaystyle \alpha _{v}} das {\displaystyle {\mathcal {O}}_{v}}-Modul erzeugt von {\displaystyle \alpha } in {\displaystyle A_{v}.} Für jede endliche Teilmenge {\displaystyle P} der Stellenmenge von {\displaystyle K,} welche {\displaystyle P_{\infty }} enthält, definiere
{\displaystyle \mathbb {A} _{A}(P,\alpha )=\prod \limits _{v\in P}A_{v}\times \prod \limits _{v\notin P}\alpha _{v}.}
Man kann zeigen, dass es dann eine endliche Menge {\displaystyle P_{0}} gibt, so dass {\displaystyle \mathbb {A} _{A}(P,\alpha )} ein offener Unterring von {\displaystyle \mathbb {A} _{A}} ist, falls {\displaystyle P\supset P_{0}.} Es gilt dann weiterhin, dass {\displaystyle \mathbb {A} _{A}} die Vereinigung aller dieser Unterringe ist. Man kann zeigen, dass im Falle {\displaystyle A=K} der oben definierte Adelering kanonisch isomorph zur „ersten“ Definition des Adelerings ist.

## Spur und Norm auf dem Adelering

### Spur und Norm auf dem Adelering
Sei {\displaystyle L} eine endliche Körpererweiterung des globalen Körpers {\displaystyle K.} Dann gilt {\displaystyle \mathbb {A} _{L}=\mathbb {A} _{K}\otimes _{K}L.} Mit der Identifikation {\displaystyle \mathbb {A} _{K}=\mathbb {A} _{K}\otimes _{K}K} folgt, dass {\displaystyle \mathbb {A} _{K}} als abgeschlossener Unterring von {\displaystyle \mathbb {A} _{L}} aufgefasst werden kann. Schreibe {\displaystyle \operatorname {con} _{L/K}} für diese Einbettung von {\displaystyle \mathbb {A} _{K}} in {\displaystyle \mathbb {A} _{L}.} Explizit gilt: Sei {\displaystyle \alpha \in \mathbb {A} _{K}.} Dann ist {\displaystyle (\operatorname {con} _{L/K}(\alpha ))_{w}=\alpha _{v}\in K_{v},} wobei dies für alle {\displaystyle w} über {\displaystyle v} gilt.
Sei {\displaystyle M/L/K} ein Körperturm globaler Körper. Dann gilt
{\displaystyle \operatorname {con} _{M/K}(\alpha )=\operatorname {con} _{M/L}(\operatorname {con} _{L/K}(\alpha ))\qquad \forall \alpha \in \mathbb {A} _{K}.}
Schränken wir die Abbildung {\displaystyle \operatorname {con} } auf die Menge der Hauptadele ein, so ist sie gleich der kanonischen Injektion {\displaystyle K\hookrightarrow L.}
Sei nun {\displaystyle \omega _{1},\dotsc ,\omega _{n}} eine Basis der Körpererweiterung {\displaystyle L/K.} Also kann jedes {\displaystyle \alpha \in \mathbb {A} _{L}} geschrieben werden als {\displaystyle \textstyle \sum _{j=1}^{n}\alpha _{j}\omega _{j},} wobei {\displaystyle \alpha _{j}\in \mathbb {A} _{K}} eindeutig sind. Die Abbildung {\displaystyle \alpha \mapsto \alpha _{j}} ist stetig. Definiere nun {\displaystyle \alpha _{i,j}} (hängen von {\displaystyle \alpha } ab) via der Gleichungen
{\displaystyle \alpha \omega _{i}=\sum _{j=1}^{n}\alpha _{i,j}\omega _{j}\qquad \forall i.}
Norm und Spur von {\displaystyle \alpha } werden definiert als:
{\displaystyle {\begin{aligned}\operatorname {Tr} _{L/K}(\alpha )&:=\operatorname {Tr} ((\alpha _{i,j})_{i,j})=\sum _{i=1}^{n}\alpha _{i,i}\qquad {\text{ und }}\\N_{L/K}(\alpha )&:=N((\alpha _{i,j})_{i,j})=\operatorname {det} ((\alpha _{i,j})_{i,j}).\end{aligned}}}
Dies sind genau die Spur bzw. die Determinante der linearen Abbildung {\displaystyle \mathbb {A} _{L}\rightarrow \mathbb {A} _{L},} {\displaystyle x\mapsto \alpha x.} Beides sind stetige Funktionen auf dem Adelering.

### Eigenschaften von Norm und Spur
Die Norm und die Spur erfüllen die üblichen Eigenschaften:
{\displaystyle {\begin{aligned}\operatorname {Tr} _{L/K}(\alpha +\beta )&=\operatorname {Tr} _{L/K}(\alpha )+\operatorname {Tr} _{L/K}(\beta )\qquad \forall \alpha ,\beta \in \mathbb {A} _{L},\\\operatorname {Tr} _{L/K}(\operatorname {con} (\alpha ))&=n\alpha \qquad \qquad \qquad \qquad \qquad \forall \alpha \in \mathbb {A} _{K},\\N_{L/K}(\alpha \cdot \beta )&=N_{L/K}(\alpha )\cdot N_{L/K}(\beta )\qquad \forall \alpha ,\beta \in \mathbb {A} _{L},\\N_{L/K}(\operatorname {con} (\alpha ))&=\alpha ^{n}\qquad \qquad \qquad \qquad \qquad \forall \alpha \in \mathbb {A} _{K}.\end{aligned}}}
Weiterhin gilt, dass für {\displaystyle \alpha \in L} die Spur {\displaystyle \operatorname {Tr} _{L/K}(\alpha )} und die Norm {\displaystyle N_{L/K}(\alpha )} der üblichen Spur und Norm der Körpererweiterung {\displaystyle L/K} entspricht. Für einen Körperturm {\displaystyle M/L/K} haben wir wie gewohnt
{\displaystyle {\begin{aligned}\operatorname {Tr} _{L/K}(\operatorname {Tr} _{M/L}(\alpha ))&=\operatorname {Tr} _{M/K}(\alpha )\qquad \forall \alpha \in \mathbb {A} _{M},\\N_{L/K}(N_{M/L}(\alpha ))&=N_{M/K}(\alpha )\qquad \forall \alpha \in \mathbb {A} _{M}.\end{aligned}}}
Weiterhin kann gezeigt werden:
{\displaystyle {\begin{aligned}\operatorname {Tr} _{L/K}(\alpha )&=\left(\sum _{w\mid v}\operatorname {Tr} _{L_{w}/K_{v}}(\alpha _{w})\right)_{v}\qquad \forall \alpha \in \mathbb {A} _{L}\\N_{L/K}(\alpha )&=\left(\prod _{w\mid v}N_{L_{w}/K_{v}}(\alpha _{w})\right)_{v}\qquad \forall \alpha \in \mathbb {A} _{L}\end{aligned}}}
Anmerkung: Der letzte Punkt ist nicht trivial, vgl. hierzu Weil (1967), S. 52ff bzw. S. 64 oder Cassels (1967), S. 74.

## Eigenschaften des Adelerings
Prinzipiell gilt, dass in den Beweisen die Situation oft auf den Fall {\displaystyle K=\mathbb {Q} } oder {\displaystyle K=\mathbb {F} _{p}(t)} zurückgeführt werden können. Die Verallgemeinerung für beliebige globale Körper oder ähnliche Objekte ist dann oft trivial.

### Der Adelering ist ein lokalkompakter, topologischer Ring
Sei {\displaystyle K} ein globaler Körper. Dann ist für jede Stellenmenge {\displaystyle S} der Ring {\displaystyle \mathbb {A} _{A,S}} ein topologischer Ring. Weiterhin ist {\displaystyle (\mathbb {A} _{A,S},+)} eine lokalkompakte Gruppe. Das bedeutet, dass die Menge {\displaystyle \mathbb {A} _{K,S}} mit ihrer Topologie lokalkompakt ist und die Gruppenverknüpfung stetig ist. Dies wiederum bedeutet, dass die Abbildung
{\displaystyle {\begin{aligned}+:\mathbb {A} _{K}\times \mathbb {A} _{K}&\rightarrow \mathbb {A} _{K},\\(a,b)&\mapsto a+b\end{aligned}}}
stetig ist. Darüber hinaus soll auch die Inversionsabbildung der Gruppenverknüpfung stetig sein, d. h. die Abbildung
{\displaystyle {\begin{aligned}i:\mathbb {A} _{K}\rightarrow \mathbb {A} _{K},\\a&\mapsto -a\end{aligned}}}
soll stetig sein.
Eine Umgebungsbasis der {\displaystyle 0} in {\displaystyle \mathbb {A} _{K}(P_{\infty })} ist auch eine Umgebungsbasis der {\displaystyle 0} im Adelering. Alternativ bilden auch alle Mengen der Form {\displaystyle \textstyle \prod _{v}U_{v},} wobei {\displaystyle U_{v}} Umgebung der {\displaystyle 0} in {\displaystyle K_{v}} und {\displaystyle U_{v}={\mathcal {O}}_{v}} für fast alle {\displaystyle v,} eine Umgebungsbasis der {\displaystyle 0} im Adelering.
Beweisidee: Die Lokalkompaktheit der Menge folgt aus der Definition der restringierten Produkttopologie und der Kompaktheit der {\displaystyle {\mathcal {O}}_{v}.} Die Stetigkeit der Gruppenoperationen lässt sich auf die Stetigkeit der Gruppenoperation in den einzelnen Komponenten zurückführen. Dort sind die entsprechenden Abbildungen stetig. Ein ausführlicherer Beweis findet sich in Deitmar (2010), S. 124, Satz 5.2.1.
Bemerkung: Dieses Ergebnis lässt sich auf den Adelering eines {\displaystyle K}-Vektorraums {\displaystyle E} und den Adelering einer {\displaystyle K}-Algebra {\displaystyle A} übertragen.

### Der globale Körper ist eine diskrete, kokompakte Untergruppe in seinem Adelering
Der Adelering enthält den globalen Körper als diskrete, kokompakte Untergruppe, d. h. {\displaystyle K\subset \mathbb {A} _{K}} ist diskret und {\displaystyle \mathbb {A} _{K}/K} ist in der Quotiententopologie kompakt. Insbesondere ist {\displaystyle K} abgeschlossen in {\displaystyle \mathbb {A} _{K}.}
Beweis: Ein Beweis findet sich in Cassels (1967), S. 64, Theorem oder in Weil (1967), S. 64, Theorem 2. Im Folgenden wird der Beweis für den Fall {\displaystyle K=\mathbb {Q} } wiedergegeben:
Um zu zeigen, dass {\displaystyle \mathbb {Q} } diskret in {\displaystyle \mathbb {A} _{\mathbb {Q} }} ist, reicht es zu zeigen, dass es eine Umgebung der {\displaystyle 0} gibt, welche keine weiteren Elemente von {\displaystyle \mathbb {Q} } enthält. Durch Translation dieser Umgebung kann der allgemeine Fall gezeigt werden. Sei nun
{\displaystyle U:=\{(\alpha _{p})_{p}:|\alpha _{p}|_{p}\leq 1\quad \forall \,p{\text{ und }}|\alpha _{\infty }|_{\infty }<1\}=\prod \limits _{p<\infty }\mathbb {Z} _{p}\times (-1,1).}
Dann ist {\displaystyle U} eine offene Umgebung der {\displaystyle 0} in {\displaystyle \mathbb {A} _{\mathbb {Q} }.} Es bleibt zu zeigen: {\displaystyle U\cap \mathbb {Q} =\{0\}.} Sei dazu {\displaystyle \beta \in U\cap \mathbb {Q} .} Da {\displaystyle \beta \in \mathbb {Q} } und {\displaystyle |\beta |_{p}\leq 1} für alle {\displaystyle p} ist, folgt {\displaystyle \beta \in \mathbb {Z} .} Da zusätzlich noch gilt, dass {\displaystyle \beta \in (-1,1)} ist, folgt {\displaystyle \beta =0.}
Nun zur Kompaktheitsaussage: Definiere die Menge
{\displaystyle W:=\{(\alpha _{p})_{p}:|\alpha _{p}|_{p}\leq 1\quad \forall \,p{\text{ und }}|\alpha _{\infty }|_{\infty }\leq 1/2\}=\prod \limits _{p<\infty }\mathbb {Z} _{p}\times [-{\frac {1}{2}},{\frac {1}{2}}].}
Wir zeigen nun, dass jede Klasse von {\displaystyle \mathbb {A} _{\mathbb {Q} }/\mathbb {Q} } einen Vertreter in {\displaystyle W} hat, das heißt wir müssen zeigen, dass für jedes Adel {\displaystyle \alpha \in \mathbb {A} _{\mathbb {Q} }} ein {\displaystyle \beta \in \mathbb {Q} } existiert, sodass {\displaystyle \alpha -\beta \in W.} Sei nun also {\displaystyle \alpha =(\alpha _{p})_{p}\in \mathbb {A} _{\mathbb {Q} }} beliebig. Sei {\displaystyle p} eine Primzahl für die gilt: {\displaystyle |\alpha _{p}|>1.} Dann existiert ein {\displaystyle r_{p}=z_{p}/p^{x_{p}}} mit {\displaystyle z_{p}\in \mathbb {Z} ,} {\displaystyle x_{p}\in \mathbb {N} } und {\displaystyle |\alpha _{p}-r_{p}|\leq 1.} Nun ersetze {\displaystyle \alpha } durch {\displaystyle \alpha -r_{p}.} Dies beeinflusst die anderen Stellen wie folgt:
Sei {\displaystyle q\neq p} eine weitere Primzahl. Dann gilt: {\displaystyle |\alpha _{q}-r_{p}|_{q}\leq \operatorname {max} \{|a_{q}|_{q},|r_{p}|_{q}\}\leq \operatorname {max} \{|a_{q}|_{q},1\}\leq 1.} Es folgt, dass {\displaystyle |\alpha _{q}-r_{p}|_{q}\leq 1\Leftrightarrow |\alpha _{q}|_{q}\leq 1} (für die Hinrichtung ist zu beachten, dass in der scharfen Dreiecksungleichung Gleichheit gilt, falls die Beträge der beiden beteiligten Zahlen verschieden sind).
Damit haben wir die (endliche) Primstellenmenge mit der Eigenschaft, dass die Komponenten nicht in {\displaystyle \mathbb {Z} _{p}} liegen, um eins verkleinert. Iteration liefert die Existenz eines {\displaystyle r\in \mathbb {Q} ,} sodass {\displaystyle \alpha -r\in {\widehat {\mathbb {Z} }}\times \mathbb {R} } ist. Jetzt wähle {\displaystyle s\in \mathbb {Z} ,} so dass {\displaystyle \alpha _{\infty }-r-s\in [-1/2,1/2].} Da {\displaystyle s\in \mathbb {Z} } folgt: {\displaystyle \alpha -\beta \in W} für {\displaystyle \beta :=r+s\in \mathbb {Q} .} Betrachte nun die stetige Projektion {\displaystyle \pi :W\twoheadrightarrow \mathbb {A} _{\mathbb {Q} }/\mathbb {Q} .} Sie ist surjektiv. Also ist {\displaystyle \mathbb {A} _{\mathbb {Q} }/\mathbb {Q} } das stetige Bild eines Kompaktums, also selbst kompakt. Der Fall {\displaystyle K=\mathbb {F} _{p}(t)} geht ähnlich.
Der Zusatz ist ein Lemma über topologische Gruppen.
Korollar: Sei {\displaystyle K} ein globaler Körper und sei {\displaystyle E} ein endlichdimensionaler {\displaystyle K}-Vektorraum. Dann ist {\displaystyle E} diskret in {\displaystyle \mathbb {A} _{E}} und kokompakt in {\displaystyle \mathbb {A} _{E},} d. h. {\displaystyle \mathbb {A} _{E}/E} ist kompakt.

### Eigenschaften des rationalen Adelerings
Sei {\displaystyle \mathbb {A} _{\mathbb {Z} }={\widehat {\mathbb {Z} }}\times \mathbb {R} =\prod _{p}\mathbb {Z} _{p}\times \mathbb {R} } wie zuvor. Dann gilt:
{\displaystyle {\begin{aligned}\mathbb {A} _{\mathbb {Q} }&=\mathbb {Q} +\mathbb {A} _{\mathbb {Z} }{\text{ und }}\\\mathbb {Z} &=\mathbb {Q} \cap \mathbb {A} _{\mathbb {Z} }.\end{aligned}}}
Weiterhin gilt, dass {\displaystyle \mathbb {A} _{\mathbb {Q} }/\mathbb {Z} } uneingeschränkt
divisibel ist, d. h. die Gleichung {\displaystyle nx=y} hat für jedes {\displaystyle n\in \mathbb {N} } und {\displaystyle y\in \mathbb {A} _{\mathbb {Q} }/\mathbb {Z} } eine
Lösung {\displaystyle x.} Allerdings ist diese Lösung im Allgemeinen nicht eindeutig.
Außerdem gilt, dass {\displaystyle \mathbb {Q} \subset \mathbb {A} _{\mathbb {Q} ,fin}} dicht in {\displaystyle \mathbb {A} _{\mathbb {Q} ,fin}} ist. Eine allgemeinere Formulierung dieser Aussage findet sich im Satz über starke Approximation.
Beweis: Die ersten Aussagen können elementar bewiesen werden. Die nächste Aussage findet sich so in Neukirch (2007) auf Seite 383. Wir beweisen sie im Folgenden. Sei {\displaystyle n\in \mathbb {N} } und sei {\displaystyle y\in \mathbb {A} _{\mathbb {Q} }/\mathbb {Z} } beliebig. Zu zeigen: Es existiert ein {\displaystyle x\in \mathbb {A} _{\mathbb {Q} }/\mathbb {Z} } sodass gilt: {\displaystyle nx=y.} Wir zeigen, dass {\displaystyle \mathbb {A} _{\mathbb {Q} }} uneingeschränkt reversibel ist, dann folgt bereits die Behauptung. Dies ist jedoch klar, da {\displaystyle \mathbb {A} _{\mathbb {Q} }} in jeder Koordinate ein Körper mit Charakteristik ungleich Null ist. Nun zu einem Gegenbeispiel, welches zeigt, dass {\displaystyle \mathbb {A} _{\mathbb {Q} }/\mathbb {Z} } nicht eindeutig reversibel ist. Sei {\displaystyle y=(0,0,\dotsc ,0)+\mathbb {Z} \in \mathbb {A} _{\mathbb {Q} }/\mathbb {Z} } und {\displaystyle n\geq 2} beliebig. Dann erfüllt {\displaystyle x_{1}=(0,0,\dotsc ,0)+\mathbb {Z} \in \mathbb {A} _{\mathbb {Q} }/\mathbb {Z} } die Gleichung {\displaystyle nx=y.} Ebenfalls erfüllt {\displaystyle x_{2}=(1/n,1/n,\dotsc ,1/n)+\mathbb {Z} \in \mathbb {A} _{\mathbb {Q} }/\mathbb {Z} } diese Gleichungen, denn {\displaystyle nx=(1,1,\dotsc ,1)+\mathbb {Z} =y.} Da n nur endlich viele Teiler hat, ist {\displaystyle x_{2}} wohldefiniert. Aber {\displaystyle x_{1}\neq x_{2},} denn (betrachte unendliche Koordinate) {\displaystyle 1/n\neq 0+z\,\,\forall z\in \mathbb {Z} .}
Bemerkung: In unserem Fall ist die eindeutige Reversibilität äquivalent zur Torsionsfreiheit und die ist hier nicht gegeben, da {\displaystyle n\cdot x_{2}=0,} aber {\displaystyle x_{2}\neq 0} und {\displaystyle n\neq 0.}
Zur letzten Aussage: Es gilt {\displaystyle \mathbb {A} _{\mathbb {Q} ,fin}=\mathbb {Q} {\widehat {\mathbb {Z} }},} da wir die endlich vielen Nenner in den Koordinaten der Elemente von {\displaystyle \mathbb {A} _{\mathbb {Q} ,fin}} durch ein Element {\displaystyle q\in \mathbb {Q} } erreichen können. Wenn wir zeigen können, dass {\displaystyle \mathbb {Z} } dicht in {\displaystyle {\widehat {\mathbb {Z} }}} ist, folgt dann bereits die Behauptung. Es ist also zu zeigen, dass sich in jeder offenen Teilmenge {\displaystyle V} von {\displaystyle {\widehat {\mathbb {Z} }}} ein Element aus {\displaystyle \mathbb {Z} } befindet. Die offene Menge {\displaystyle V} kann ohne Einschränkung als
{\displaystyle V=\prod _{p\in E}\left(a_{p}+p^{l_{p}}\mathbb {Z} _{p}\right)\times \prod _{p\notin E}\mathbb {Z} _{p}}
angenommen werden, denn {\displaystyle (p^{m}\mathbb {Z} _{p})_{m\in \mathbb {N} }} bilden eine Umgebungsbasis der {\displaystyle 0} in {\displaystyle \mathbb {Z} _{p}.}
Mit Hilfe des Chinesischen Restsatzes zeigt man nun die Existenz eines {\displaystyle l\in \mathbb {Z} } mit {\displaystyle l\equiv a_{p}\;{\bmod {\;}}p^{l_{p}},} da Primzahlpotenzen zu verschiedenen Primzahlen teilerfremd sind. Dies bedeutet so viel wie {\displaystyle l\in V.}

### Haarmaß auf dem Adelering
Sei {\displaystyle K} ein globaler Körper. Dann ist {\displaystyle (\mathbb {A} _{K},+)} eine lokalkompakte Gruppe. Folglich existiert ein Haarmaß {\displaystyle dx} auf dieser Gruppe, welches folgendermaßen normalisiert werden kann:
Sei {\displaystyle f} eine einfache Funktion auf {\displaystyle \mathbb {A} _{K},} d. h. {\displaystyle \textstyle f=\prod _{v}f_{v},} wobei {\displaystyle f_{v}:K_{v}\rightarrow \mathbb {C} } messbar und {\displaystyle f_{v}=\mathbf {1} _{{\mathcal {O}}_{v}}} für fast alle {\displaystyle v.} Das Haarmaß {\displaystyle dx} auf {\displaystyle \mathbb {A} _{K}} kann so normalisiert werden, dass für jede
integrierbare, einfache Funktion {\displaystyle \textstyle f=\prod _{v}f_{v}} die Produktformel
{\displaystyle \int _{\mathbb {A} }f(x)dx=\prod _{v}\int _{K_{v}}f_{v}dx_{v}}
gilt, wobei {\displaystyle \textstyle \int _{{\mathcal {O}}_{v}}1dx_{v}=1} für jede endliche Stelle gilt. An den unendlichen Stellen wird das Lebesgue-Maß von {\displaystyle \mathbb {R} } bzw. {\displaystyle \mathbb {C} } genommen.
Um einzusehen, warum das Maß so normalisiert werden kann, wird es zuerst auf den sogenannten einfachen Mengen ({\displaystyle \textstyle \prod _{v}A_{v}} mit {\displaystyle A_{v}\subset K_{v}} offen und {\displaystyle A_{v}={\mathcal {O}}_{v}} fast immer) definiert und dann auf die ganze Borel-σ-Algebra fortgesetzt. Dies findet sich in Deitmar (2010), S. 126, Satz 5.2.2.
Es kann gezeigt werden, dass {\displaystyle \mathbb {A} _{K}/K} endliches Volumen im Quotientenmaß hat. Das Quotientenmaß wird vom Haarmaß auf {\displaystyle \mathbb {A} _{K}} induziert. Diese Aussage ist ein Korollar aus dem obigen Satz, da die Kompaktheit das endliche Maß dieser Menge impliziert.

## Anwendungen

### Endlichkeit der Klassenzahl eines Zahlkörpers
In diesem Abschnitt wollen wir die Endlichkeit der Klassenzahl für einen algebraischen Zahlkörper beweisen. Dies kann auf verschiedene Weisen erfolgen. Im Beweis des Satzes über die Charakterisierung der Idelegruppe wird dieser Endlichkeitssatz schon verwendet. Es gibt im Wesentlichen zwei Herangehensweisen: Im einen Fall zeigt man zuerst die Endlichkeit der Klassenzahl und leitet dann die Resultate über Adele und Idele ab, im anderen Fall folgert man die Endlichkeit der Klassenzahl aus diesen Resultaten.
Satz (Endlichkeit der Klassenzahl eines Zahlkörpers):
Sei {\displaystyle K} ein algebraischer Zahlkörper. Dann ist {\displaystyle |Cl_{K}|<\infty .}
Beweis der Endlichkeit der Klassenzahl: Die Abbildung {\displaystyle \mathbb {A} _{K}^{1}\rightarrow J_{K},((\alpha _{v})_{v<\infty },(\alpha _{v})_{v\mid \infty })\mapsto \prod _{v<\infty }{\mathfrak {p}}_{v}^{v(\alpha _{v})}} ist surjektiv und deswegen ist {\displaystyle Cl_{K}} das stetige Bild des Kompaktums {\displaystyle \mathbb {A} _{K}^{1}/K^{\times },} also kompakt. Gleichzeitig ist {\displaystyle Cl_{K}} auch diskret, also endlich.
Bemerkung: Ein ähnliches Ergebnis gilt auch für den Funktionenkörperfall. Hier wird eine sogenannte Divisorgruppe („divisor group“) von {\displaystyle K} definiert und man kann zeigen, dass die Divisoren von Grad {\displaystyle 0} modulo der Menge der Hauptdivisoren eine endliche Gruppe bilden (dies sind die analogen Begriffe im Funktionenkörperfall) (vgl. Cassels (1967), S. 71).

### Einheiten und Dirichletscher Einheitensatz

#### Definition und Eigenschaften erster Hilfsgrößen
Sei {\displaystyle K} ein globaler Körper. Sei {\displaystyle P} eine endliche Teilmenge der Stellenmenge, welche {\displaystyle P_{\infty }} enthält. Definiere
{\displaystyle {\begin{aligned}\Omega (P)&:=\prod _{v\in P}K_{v}^{\times }\times \prod _{v\notin P}{\mathcal {O}}_{v}^{\times }=(\mathbb {A} _{K}(P))^{\times },\\E(P)&:=K^{\times }\cap \Omega (P).\end{aligned}}}
Dann gilt, dass {\displaystyle E(P)} eine Untergruppe von {\displaystyle K^{\times }} ist, welche alle Elemente {\displaystyle \xi \in K^{\times }} enthält, die {\displaystyle v(\xi )=0} für alle {\displaystyle v\notin P} erfüllen. Da {\displaystyle K^{\times }} diskret in {\displaystyle I_{K}} ist, ist {\displaystyle E(P)} eine diskrete Untergruppe von {\displaystyle \Omega (P)} und ebenfalls von {\displaystyle \Omega _{1}(P):=\Omega (P)\cap \mathbb {A} _{K}^{1}.}
Eine alternative Definition von {\displaystyle E(P)} ist, dass {\displaystyle E(P)=K(P)^{\times },} wobei der Unterring {\displaystyle K(P)} von {\displaystyle K} gegeben ist durch {\displaystyle \textstyle K(P):=K\cap (\prod _{v\in P}K_{v}\times \mathbb {A} _{K}(P).} Also enthält {\displaystyle K(P)} alle Elemente {\displaystyle \xi \in K,} für die gilt, dass {\displaystyle v(\xi )\geq 0} für alle {\displaystyle v\notin P.}
Sei {\displaystyle 0<c<C<\infty .} Dann ist die Menge {\displaystyle \{\eta \in E(P):|\eta _{v}|_{v}=1\quad \forall v\notin P{\text{ und }}c\leq |\eta _{v}|_{v}\leq C\quad \forall v\in P\}} endlich. Um dies einzusehen, definiere
{\displaystyle W:=\{(\alpha _{v})_{v}:|\alpha _{v}|_{v}=1\quad \forall v\notin P{\text{ und }}c\leq |\alpha _{v}|_{v}\leq C\quad \forall v\in P\}.}
Dann gilt, dass {\displaystyle W} kompakt ist und die oben beschriebene Menge ist der Schnitt aus {\displaystyle W} mit der diskreten Untergruppe {\displaystyle K^{\times }} von {\displaystyle I_{K}.} Daraus folgt die Endlichkeit der oben beschriebenen Menge.
Definiere nun weiterhin {\displaystyle F:=\{\xi \in K:|\xi |_{v}\leq 1\quad \forall v\}=\{\xi \in K:|\xi |_{v}=1\quad \forall v\}\cup \{0\}} und {\displaystyle E:=F\setminus \{0\},} wobei die Gleichheit auf Grund der allgemeinen Produktformel gilt. Dann gilt
{\displaystyle E\subset E(P)}
für jede endliche Teilmenge {\displaystyle P} der Stellenmenge von {\displaystyle K,} welche {\displaystyle P_{\infty }} enthält.

#### Satz: Einheitswurzeln vonK
{\displaystyle E} ist eine endliche zyklische Gruppe, welche alle Einheitswurzeln von {\displaystyle K} enthält. Es folgt, dass {\displaystyle E} gerade die Gruppe der Einheitswurzeln von {\displaystyle K} ist.
Beweis: Es gilt {\displaystyle F=K\cap \{(x_{v})_{v}\in \mathbb {A} _{K}:|x_{v}|_{v}\leq 1\quad \forall v\}.} Da {\displaystyle K} diskret in {\displaystyle \mathbb {A} _{K}} ist, ist {\displaystyle F} diskret in {\displaystyle \mathbb {A} _{K}.} Weiterhin ist die Menge {\displaystyle \{(x_{v})_{v}\in \mathbb {A} _{K}:|x_{v}|_{v}\leq 1\quad \forall v\}} kompakt und damit ist {\displaystyle F} eine Teilmenge einer kompakten Menge. Es folgt, dass {\displaystyle F} endlich ist. Wegen der allgemeinen Produktformel gilt für alle {\displaystyle \xi \in E,} dass {\displaystyle |\xi |_{v}=1} für alle {\displaystyle v.} Also ist {\displaystyle E} eine endliche Untergruppe von {\displaystyle K^{\times }.} Da {\displaystyle K} ein Körper ist, folgt, dass {\displaystyle E} zyklisch ist. Offensichtlich liegt jede Einheitswurzel von {\displaystyle K} in {\displaystyle E,} da alle Einheitswurzeln von {\displaystyle K} Betrag {\displaystyle 1} und damit Bewertung {\displaystyle 0} haben. Angenommen, es existiert ein {\displaystyle \xi \in E,} welches keine Einheitswurzel in {\displaystyle K} ist. Dann gilt, dass {\displaystyle \xi ^{n}\neq 1} für alle {\displaystyle n\in \mathbb {N} .} Dies Widerspricht der Endlichkeit der Gruppe {\displaystyle E.}

#### Satz: Verallgemeinerter Dirichletscher Einheitensatz
Sei die Situation wie zuvor. Dann gilt, dass {\displaystyle E(P)} das direkte Produkt der Gruppe {\displaystyle E} aller Einheitswurzeln von {\displaystyle K} und einer Gruppe isomorph zu {\displaystyle \mathbb {Z} ^{s}} ist. Dabei ist {\displaystyle s=0} im Fall {\displaystyle P=\emptyset } und {\displaystyle s=\operatorname {card} (P)-1=|P|-1,} falls {\displaystyle P\neq \emptyset .} Ein Beweis dieser Aussage findet sich in Weil (1967), S. 78f. oder auch in Cassels (1967), S. 72f.
Satz: Dirichletscher Einheitensatz
Sei {\displaystyle K} ein algebraischer Zahlkörper und {\displaystyle {\mathcal {O}}_{K}} sein Ganzheitsring. Dann gilt
{\displaystyle {\mathcal {O}}_{K}^{\times }\cong \mu (K)\times \mathbb {Z} ^{r+s-1},}
wobei {\displaystyle \mu (K)} die endliche, zyklische Gruppe der Einheitswurzeln von {\displaystyle K} ist und {\displaystyle (r,s)} der Typ des Zahlkörpers, d. h. {\displaystyle r} ist die Anzahl der reellen Einbettungen von {\displaystyle K} und {\displaystyle 2s} ist die Anzahl an komplexen Einbettungen von {\displaystyle K.} Es gilt {\displaystyle [K:\mathbb {Q} ]=r+2s.}
Bemerkung: Dies ist eine Verallgemeinerung des Dirichletschen Einheitensatzes. Für einen algebraischen Zahlkörper {\displaystyle K,} setze {\displaystyle P=P_{\infty }} um den Dirichletschen Einheitensatz in seiner klassischen Formulierung aus der verallgemeinerten Formulierung zu erhalten. In der englischen Literatur ist dieser Satz bekannt unter „Theorem of the units“. Natürlich ist der Dirichletsche Einheitensatz älter als obiges Resultat und wird im Allgemeinen zuvor eigenständig bewiesen und dann dazu benutzt, die Kompaktheit von {\displaystyle \mathbb {A} _{K}^{1}/K^{\times }} zu zeigen.
Beweis dieser Bemerkung:
Wir wissen bereits, dass {\displaystyle E=\mu (K).} Weiterhin gilt, dass
{\displaystyle {\begin{aligned}E(P_{\infty })&=K^{\times }\cap \left(\prod _{v\mid \infty }K_{v}^{\times }\times \prod _{v<\infty }{\mathcal {O}}_{v}^{\times }\right)\\&\cong K^{\times }\cap \prod _{v<\infty }{\mathcal {O}}_{v}^{\times }\\&\cong {\mathcal {O}}^{\times }.\end{aligned}}}
Darüber hinaus gilt: {\displaystyle |P_{\infty }|=r+s.}

### „Approximation Theorems“
Satz: „weak approximation theorem“
Seien {\displaystyle |\cdot |_{n},} wobei {\displaystyle 1\leq n\leq N,} nichtäquivalente, nichttriviale Beträge auf einem Körper {\displaystyle K.} Sei {\displaystyle K_{n}:=(K,|\cdot |_{n}).} Diese sind insbesondere topologische Räume. Bette {\displaystyle K} diagonal in {\displaystyle \textstyle \prod _{n=1}^{N}K_{n}} ein. Dann gilt, dass {\displaystyle K} überall in {\displaystyle \textstyle \prod _{n=1}^{N}K_{n}} dicht ist. Mit anderen Worten gilt, dass für jedes {\displaystyle \epsilon >0} und für jedes {\displaystyle \textstyle (\alpha _{n})_{n}\in \prod _{n=1}^{N}K_{n}} ein {\displaystyle \xi \in K} existiert, sodass
{\displaystyle |\alpha _{n}-\xi |_{n}<\epsilon \qquad \forall n=1,\dotsc ,N.}
Ein Beweis dieser Aussage findet sich in Cassels (1967), S. 48f.
Eine Anwendung dieses Satzes befindet sich hier.
Satz: „strong approximation theorem“
Sei {\displaystyle K} ein globaler Körper und sei {\displaystyle v_{0}} eine Stelle von {\displaystyle K.} Definiere
{\displaystyle V:={\widehat {\prod \limits _{v\neq v_{0}}}}^{{\mathcal {O}}_{v}}K_{v}.}
Dann ist {\displaystyle K} dicht in {\displaystyle V.} Ein Beweis dieser Aussage findet sich in Cassels (1967), S. 67f.
Bemerkung: Der globale Körper ist diskret in seinem Adelering. Für dieses Resultat ist es wichtig, dass alle Stellen des globalen Körpers betrachtet werden. Der vorherige Satz zeigt, dass bereits das Weglassen von einer Stelle die Diskretheit in die Dichtheit des globalen Körpers verwandelt.

### „Lokal-Global“ und Hasse-Prinzip
Begriffsmotivation: „Lokal“ und „Global“
Sei {\displaystyle K} ein globaler Körper und {\displaystyle L} eine endliche Körpererweiterung von {\displaystyle K.} Dann bezeichnet man {\displaystyle L/K} als globale Erweiterung. Sei nun {\displaystyle v} eine Stelle von {\displaystyle K} und {\displaystyle w} eine über {\displaystyle v} liegende Stelle von {\displaystyle L.} Dann bezeichnet man die (endliche) Körpererweiterung {\displaystyle L_{w}/K_{v}} als lokale Erweiterung. Woher kommen nun diese Bezeichnungen? Um dies einzusehen, betrachten wir den Funktionenkörperfall, bspw. {\displaystyle K=\mathbb {C} (t),} obwohl dies kein globaler Körper mehr ist. Sei {\displaystyle L/K} eine endliche Körpererweiterung. Die Elemente von {\displaystyle L} sind algebraische Funktionen auf einer Riemannschen Fläche, also auf einem globalen Objekt. Der Übergang von {\displaystyle K_{v}} zu {\displaystyle L_{w}} bedeutet nun, dass wir zu Potenzreihenentwicklungen übergehen, also zum lokalen Studium solcher Funktionen. Für mehr Informationen wird auf Neukirch (2007), S. 169 verwiesen.
Satz: Minkowski-Hasse
Eine quadratische Form über einem Zahlkörper {\displaystyle K} stellt genau dann die Null dar, wenn sie dies über jeder Komplettierung {\displaystyle K_{v}} tut.
Bemerkung: Dies ist das Hasse-Prinzip für quadratische Formen, im Allgemeinen, d. h. für Polynome belieben Grades, ist das Hasse-Prinzip nicht gültig.
Bemerkung: Das Lokal-Global-Prinzip ist also jenes Prinzip, welches eine Problemstellung über einem Zahlkörper {\displaystyle K} auf analoge Problemstellungen über seinen Komplettierungen {\displaystyle K_{v}} zurückführt.

### Charaktere auf dem Adelering
Definition: Duale Gruppe
Sei {\displaystyle G} eine lokalkompakte, abelsche Gruppe. Definiere die duale Gruppe {\displaystyle {\widehat {G}}} von {\displaystyle G} als die Menge aller Charaktere von {\displaystyle G,} d. h. die Menge aller stetigen Gruppenhomomorphismen von {\displaystyle G} nach {\displaystyle \mathbb {T} :=\{z\in \mathbb {C} :|z|=1\}.} Auf {\displaystyle {\widehat {G}}} wird die Topologie der gleichmäßigen Konvergenz auf kompakten Teilmengen von {\displaystyle G} installiert. Man kann zeigen, dass {\displaystyle {\widehat {G}}} wieder eine lokalkompakte, abelsche Gruppe wird.
Satz: Selbstdualität des Adelerings
Sei {\displaystyle K} ein globaler Körper. Der Adelering ist selbstdual, d. h. es gilt
{\displaystyle \mathbb {A} _{K}\cong {\widehat {\mathbb {A} _{K}}}:=\{\chi :\mathbb {A} _{K}\rightarrow \mathbb {T} ,\chi \,\,{\text{ ist }}{\text{ ein }}{\text{ stetiger }}{\text{ Gruppenhomomorphismus }}\}.}
Beweis: In einem ersten Schritt wird gezeigt, dass {\displaystyle K_{v}} selbstdual ist für jede Stelle {\displaystyle v,} sofern man einen Charakter fixiert. Wir führen dies am Beispiel von {\displaystyle K_{v}=\mathbb {R} } vor. Definiere {\displaystyle e_{\infty }:\mathbb {R} \rightarrow \mathbb {T} } via: {\displaystyle e_{\infty }(t):=\exp(2\pi it).} Dann definiere die Abbildung {\displaystyle \varphi :\mathbb {R} \rightarrow {\widehat {\mathbb {R} }},} {\displaystyle s\mapsto \varphi _{s},} mit {\displaystyle \varphi _{s}:\mathbb {R} \rightarrow \mathbb {T} ,t\mapsto \exp(2\pi ist),} also {\displaystyle \varphi _{s}=e_{\infty }(\cdot s).} Man zeigt schnell, dass {\displaystyle \varphi } ein Isomorphismus ist, welcher die Topologien respektiert. Hat man die Selbstdualität im lokalen gezeigt, kann man zeigen, dass der Adelering selbstdual ist, indem auf den lokalen Fall zurückgegriffen wird.
Satz: Algebraischer und topologischer Dual des Adelerings
Sei {\displaystyle K} ein globaler Körper und sei {\displaystyle \chi } ein nicht-trivialer Charakter von {\displaystyle \mathbb {A} _{K},} welcher allerdings trivial auf {\displaystyle K} wirkt. Sei {\displaystyle E} ein endlich-dimensionaler {\displaystyle K}-Vektorraum. Sei {\displaystyle E^{\star }} der algebraische Dual von {\displaystyle E,} sei {\displaystyle \mathbb {A} _{E}^{\star }} der algebraische Dual von {\displaystyle \mathbb {A} _{E}} und sei {\displaystyle \mathbb {A} _{E}'} der topologische Dual von {\displaystyle \mathbb {A} _{E}.} Dann induziert die Abbildungsvorschrift {\displaystyle \langle e,e'\rangle =\chi ([e,e^{\star }])} für alle {\displaystyle e\in \mathbb {A} _{E}} einen Isomorphismus {\displaystyle e^{\star }\mapsto e'} von {\displaystyle \mathbb {A} _{E}^{\star }\rightarrow \mathbb {A} _{E}',} wobei {\displaystyle e'\in \mathbb {A} _{E}'} und {\displaystyle e^{\star }\in \mathbb {A} _{E}^{\star }.} Hierbei meint {\displaystyle \langle {\cdot },{\cdot }\rangle } bzw. {\displaystyle [{\cdot },{\cdot }]} jeweils die entsprechende bilineare Paarung auf {\displaystyle \mathbb {A} _{E}\times \mathbb {A} _{E}'} bzw. {\displaystyle \mathbb {A} _{E}\times \mathbb {A} _{E}^{\star }.} Darüber hinaus gilt folgendes: Wenn {\displaystyle e^{\star }\in \mathbb {A} _{E}^{\star }} zusätzlich noch {\displaystyle \chi ([e,e^{\star }])=1} für alle {\displaystyle e\in E} erfüllt, dann gilt {\displaystyle e^{\star }\in E^{\star }.} Ein Beweis dieser Aussage findet sich in Weil (1967), S. 66.
Mit Hilfe der Charaktere auf {\displaystyle \mathbb {A} _{K}} können wir Fourier-Analysis auf dem Adelering betreiben (vgl. Deitmar (2010), S. 129ff).

### Die Doktorarbeit von John Tate
John Tate erzielte in seiner Doktorarbeit „Fourier analysis in number fields and Heckes Zetafunctions“ (vgl. Cassels (1967)) Erkenntnisse über L-Funktionen, indem er Fourieranalyse auf den Adelering bzw. die Idelegruppe anwendete. Der Adelering und die Idelegruppe finden daher Anwendung bei der Untersuchung der Riemannschen Zetafunktion und bei der Untersuchung allgemeiner Zetafunktionen bzw. L-Funktionen. Man kann diese Funktionen in einer adelischen Version definieren und sie als Integral über den Adelering bzw. die Idelegruppe über die entsprechenden Haarmaße darstellen und daraus meromorphe Fortsetzungen und Funktionalgleichungen ableiten. Wir geben ein Beispiel. Für jede komplexe Zahl {\displaystyle s\in \mathbb {C} } mit {\displaystyle \Re (s)>1} gilt:
{\displaystyle \int _{\widehat {\mathbb {Z} }}|x|^{s}d^{\times }x=\zeta (s),}
wobei {\displaystyle d^{\times }x} das eindeutig normalisierte Haarmaß auf {\displaystyle \mathbb {A} _{\mathbb {Q} ,fin}} ist mit {\displaystyle d^{\times }x({\widehat {\mathbb {Z} }}^{\times })=1,} welches durch Null auf den ganzen Adelering ausgedehnt wird. Die obige Gleichung bedeutet, dass die Riemannsche Zetafunktion {\displaystyle \zeta } als Integral über den Adelering bzw. einer Teilmenge derselben dargestellt werden kann. Ein Beweis findet sich in Deitmar (2010), S. 128, Satz 5.3.4. Beachte außerdem S. 139ff für weitere Informationen über die Doktorarbeit von John Tate.

### Automorphe Formen
Wir betrachten den Fall {\displaystyle K=\mathbb {Q} .}
In moderner Notation ist eine automorphe Form eine Funktion auf der Gruppe {\displaystyle \mathrm {GL} _{2}(\mathbb {A} _{\mathbb {Q} }),} welche einige zusätzliche Bedingungen erfüllt. Um diese zu beschreiben, definieren wir {\displaystyle (\mathrm {GL} _{2}(\mathbb {A} _{\mathbb {Q} }))^{1}:=\{x\in \mathrm {GL} _{2}(\mathbb {A} _{\mathbb {Q} }):|\operatorname {det} (x)|=1\}} und {\displaystyle Z_{\mathbb {R} }} als das Zentrum der Gruppe {\displaystyle \mathrm {GL} _{2}(\mathbb {R} ).} Es gilt, dass {\displaystyle \mathrm {GL} _{2}(\mathbb {Q} )\backslash (\mathrm {GL} _{2}(\mathbb {A} _{\mathbb {Q} }))^{1}\cong (\mathrm {GL} _{2}(\mathbb {Q} )Z_{\mathbb {R} })\backslash \mathrm {GL} _{2}(\mathbb {A} _{\mathbb {Q} }).} Wir definieren eine automorphe Form als ein Element des Vektorraums {\displaystyle L^{2}((\mathrm {GL} _{2}(\mathbb {Q} )Z_{\mathbb {R} })\backslash \mathrm {GL} _{2}(\mathbb {A} _{\mathbb {Q} })).} Um automorphe Formen zu untersuchen, ist es wichtig die Darstellungen der Gruppe {\displaystyle \mathrm {GL} _{2}(\mathbb {A} _{\mathbb {Q} })} zu kennen, welche durch den Tensorproduktsatz charakterisiert werden. Man kann außerdem auch sogenannte automorphe L-Funktionen betrachten, welche als Integral über die Gruppe {\displaystyle \mathrm {GL} _{2}(\mathbb {A} _{\mathbb {Q} })} dargestellt werden können. Weitere Informationen finden sich in Deitmar (2010) in dem Kapitel über die automorphen Darstellungen der Adelegruppe und in dem Kapitel über die automorphen L-Funktionen.

### Weitere Anwendungen
Verallgemeinerungen des Artinschen Reziprozitätsgesetzes führen zur Verbindung von automorphen Darstellungen und Galois-Darstellungen von {\displaystyle K} (Langlands-Programm).
Die Idelegruppe, speziell die Idelklassengruppe, findet Anwendung in der Klassenkörpertheorie, welche sich mit abelschen Körpererweiterungen von {\displaystyle K} beschäftigt. Das Produkt der lokalen Reziprozitätskarten in der Klassenkörpertheorie gibt einen Homöomorphismus von der Idelegruppe in die Galoisgruppe der maximalen abelschen Erweiterung über einem algebraischen Zahlkörper. Das Artinsche Reziprozitätsgesetz, welches eine Verallgemeinerung des quadratischen Reziprozitätsgesetzes von Gauß ist, besagt, dass das Produkt in der multiplikativen Gruppe des Zahlkörpers verschwindet. Daher erhalten wir die globale Reziprozitätskarte der Idelklassengruppe von dem abelschen Teil der absoluten Galoisgruppe der Körpererweiterung.
Auch außerhalb der Klassenkörpertheorie finden sich Anwendungen. Die Selbstdualität des Adelerings impliziert im Funktionenkörperfall (hier ist {\displaystyle K} ein Funktionenkörper über einer Kurve) den Satz von Riemann-Roch für diese Kurve und die entsprechende duale Theorie für diese Kurve.